# Can Llimona (Vilassar de Dalt)
Can Llimona és una obra de Vilassar de Dalt (Maresme) inclosa a l'Inventari del Patrimoni Arquitectònic de Catalunya.

## Descripció
Edifici civil; es tracta d'una masia del segle xviii composta per una planta baixa, pis, golfes i coberta amb una teulada de dos vessants amb el carener paral·lel a la façana.
El conjunt destaca, especialment, pels seus esgrafiats, absolutament malmesos a la seva part inferior, d'estil neoclàssic, i que representen frontons entretallats sobre les finestres amb elements florals i garlandes sostingudes per aus.
Al segle xix s'afegí una porxada lateral que posteriorment es va eliminar. Les balustrades superiors i inferiors, d'aquest porxo, estaven esgrafiats.
Actualment s'ha subdividit la construcció en diversos habitatges.